# Bălteni, Buzău
Bălteni este un sat în comuna C.A. Rosetti din județul Buzău, Muntenia, România. Se află în partea de sud-est a județului din zona de câmpie.
Principalele ocupatii ale locuitorilor acestui sat sunt agricultura in ciuda solului neprielnic caracteristic acestei zone si cresterea animalelor.
Cele mai frecvente plantatii ale satenilor sunt: porumbul, graul, lucerna, floarea-soarelui si meiul.
Nici viticultura nu e mai putin dezvoltata, majoritatea localnicilor avand podgorii in zona de camp. Din pacate solul nu este prielnic unor soiuri mai pretentioase de vita de vie.
Din pacate, medie de varsta a locuitorilor acestui sat este una destul de ridicata, rata mortalitatii este mai mare decat cea a natalitatii, iar numarul acestora scade dramatic.
Majoritatea tinerilor aleg sa migreze catre mediul urban, preponderent in orasul cel mai aproapiat, Buzău.
Este recunoscuta arheologic pentru: 
1. Situl arheologic de la Bălteni. la marginea de S a satului, Epoca bronzului, Latène / sec. III - IV  
2. Așezarea de epoca migrațiilor de la Bălteni. 1. la 2 km V de sat, 2. în marginea de S a satului, 3. la SE de sat lângă iaz, pe movila Bălteni  Epoca migrațiilor / sec. III - IV  